# 牧場物語 わくわくアニマルマーチ
『牧場物語 わくわくアニマルマーチ』は、マーベラスエンターテイメントから2008年10月30日に発売されたWii専用シミュレーションゲーム。ニンテンドーWi-Fiコネクションに対応。

## 概要
本作の舞台は、カスタネット大陸のハモニカタウン。地名や店の名前などが楽器の名前であり、ストーリーのキーアイテムにも鐘が登場する。
キャラクターはWiiでの前作『やすらぎの樹』に登場したキャラクターと同一である。

基本的なシステムもほぼ同様となっているが、細かな面で改良が加えられている。ストーリーも新規に作られており、グラフィックや操作性も改良されている。

また、ストーリーはパラレルワールドとしての位置付けだが『やすらぎの樹』のプロローグに繋がる。

## ストーリー

### 第一部
コロボックルのフィンに導かれてカスタネット大陸にやってきた主人公は、大陸の各地に散らばる五つの鐘を鳴らすように大陸の自然を司る女神さまに頼まれる。

五つの鐘は自然の力に直結しており、鐘が鳴らない日が続くとカスタネット大陸はいずれ人間の住めない土地になってしまうという。

主人公は牧場を経営しながら、五つの鐘を鳴らし大陸の自然の力を取り戻すために奮闘する。

### 第二部
カスタネット大陸の自然が蘇ったが、神さまの表情は暗かった。神さまの悩みの原因は、はるか遠くにある島の女神の力が弱ってきているということだった。

救いの手を差し伸べたいのだが、それには「純粋な心の持ち主」が必要らしい。しかし、それは主人公のことではない。

神さまにも女神さまにもその「純粋な心の持ち主」は分からないという。主人公に与えられた唯一のヒントは「まだ大人じゃないってことなのかな？」というフィンの言葉だけだった。

## 登場キャラクター

### 主人公
主人公は男女四人から選べる。そのうち二人は『やすらぎの樹』と同一の主人公。いずれも名前は自由に変更可能。
タケル
『やすらぎの樹』の男性主人公。自然と動物が好きで、困っている人を見過ごせない。誰とでも友達になれるフレンドリーな性格。
ユウキ
新男性主人公。行動派イケメンかつやんちゃで好奇心おうせい。
アカリ
『やすらぎの樹』の女性主人公。元気いっぱいで、明るくボーイッシュ。
ヒカリ
新女性主人公。おっとりでマイペース。

### キーキャラクター
フィン
オレンジ色のコロボックル。主人公をカスタネット大陸に導き、女神さまを助けるように頼んだ張本人。ゲーム開始時点から主人公といつも一緒に居る。
主人公のサポート役で、普段はオレンジ色の光となって主人公の周りを飛び回っているが、イベントの時は本来の姿に戻る。
半人前のコロボックルのため外見が他のコロボックルと異なり、鐘を持つ力もない。「～なの」という口調。
女神さま
カスタネット大陸の自然を司る美しい女神。慈愛に満ちた性格で、いつも優しくカスタネット大陸の住人を見守っている。
女神の樹が枯れてしまったため力を失っており、五匹のコロボックルに五つの鐘を鳴らすように頼む。
しかし、それぞれ事情があって鐘が鳴らせなかったため、六匹目のコロボックル・フィンを創り出し、主人公に助けを求めた。本名はセフィア。
アラン
赤色のコロボックル。ガルモーニ鉱山の地下にある火の力を司る赤の鐘を鳴らすのが役目だが、鐘をおもちゃと勘違いしたクロエによって台座から外されて遊ばれていた。
元気いっぱいで、コロボックルのリーダーだが、本人曰く「赤だから」。
ベン
青色のコロボックル。水の洞窟にある水の力を司る青の鐘を鳴らすのが役目だが、鐘の音色を忘れていたため鳴らせなかった。冷静で真面目な性格だが、実はうっかり者。
コロン
黄色のコロボックル。マリンバ農場の畑にある土の力を司る黄の鐘を鳴らすのが役目だが、錆びて力を失っていた。
マイペースかつ明るく関西弁で話すお笑い好きで、お笑いは人間の家のテレビで覚えたらしい。
ダナ
緑色のコロボックル。大風車の二階にある風の力を司る緑の鐘を鳴らすのが役目だが、女神の樹を何とかしようとした魔女さまに持ち出されていた。
穏やかな性格で、眠るのが大好きでしょっちゅう昼寝をしている。
エッジ
紫色のコロボックル。教会にある心の力を司る紫の鐘を鳴らすのが役目だが、住人が教会に願いを持って通わなくなったため鳴らせなかった。
かなり泣き虫で、凄まじい泣き声をあげて泣いているが本人は泣き癖を治したがっている。
神さま
全てを創り出した全知全能の神。尊大な性格で人間のことは見下している。五つの鐘の音でガルモーニ鉱山の山頂の神の座（かみのくら）に降臨する。本名はイグニス。
魔法使い
ハモニカタウンに住む魔法使い。町の住人からは占い師だと思われている。口数が少なく、大抵のことには無関心。本名はゲイル。
魔女さま
タムタムの森の奥に住む魔女。魔女のためか住人からは悪いイメージを持たれているが、やや高飛車ではあるが至って善良な性格。
魔法使いとは喧嘩友達。名前本名はヴィヴィ。
コロボックル六匹の名前の頭文字はストーリーの攻略順（普通にプレイすることが前提）にA・B・C・D・E・F（Alan, Ben, Colon, Dana, Edge, Fin）となる。

制作側も意識していたようで今作が初登場となる六匹目のコロボックル（フィン）の名前の他の候補は全てFから始まる名前であった。

### 花嫁候補
アニス
マリンバ農場のクレソンとルコラの娘。穏やかで包容力のある優しい女性。
薬の調合に長けており、ハープクリニックに薬を納品している。クリニックの医者であるウォンのことを意識している。
キャシー
酒場アルモニカの看板娘でハーパーの娘。快活で勝気な女性。乗馬が趣味でホルン牧場によく出かけており、リーナと仲が良い。
酒場の常連であり、乗馬仲間である、オセのことを意識している。
コトミ
仕立て屋フルートの娘で、セラフの孫にしてルーミの姉。引っ込み思案でおとなしく、親しい相手以外と話す時は必ずと言っていいほどどもるが、仕立てのウデは一流。
ジュリとは幼馴染だが、ジュリが天邪鬼で意地悪な言動をするため嫌われていると思っていた。
シーラ
ココット亭の娘で、酒場アルモニカの踊り娘。明るく陽気で少し高飛車なセクシー美女。ダンスが好きで世界中でダンスを披露したいと思っている。
浜辺で踊っていた時にダンスを褒めてくれたルークのことを意識している。
パット
雑貨屋チェンバロの娘で、シモンとブランの娘。一人称が「わし」で古風な口調で喋り、発明が趣味なエンジニア系女性。
よく鉱山に篭ってレアメタルを探している。カルバンとはよく鉱山で一緒になる。
マイ
宿屋オカリナ亭の看板娘。コールは母でユバは祖母。ユバの弟子であるチハヤとは幼馴染。おいしいものが大好きでしゅみは食べ歩き。
味覚はかなり鋭いが料理は絶望的に下手で、チハヤに料理を教わっているが全く上達せず、ユバやコールの悩みの種となっている。
魔女さま
「#キーキャラクター」参照。
女神さま
「#キーキャラクター」参照。
リーナ
ホルン牧場の娘。動物好きの優しい女性。料理と釣りが趣味で、休日はよくカバル草原の橋で釣りをしている。
天然ボケ気味で、たまに大胆な発言をすることがある。タオとは釣り仲間。
ルーミ
仕立て屋フルートの娘で、セラフの孫にしてコトネの妹。おませでなまいきな女の子。裁縫は苦手だが接客は得意。
幼い外見だが結婚できる年齢で、子供扱いされると怒る。ギルとは互いに相手のことを（外見年齢的に）子供だと思っていた。
『やすらぎの樹』ではかなり小柄で一層子供っぽく見えたが、本作では主人公や他の登場人物と大差ない身長になっている。
しかしシーラからは「おちびさん」と言われ、子供だと誤解される。

### 花婿候補
ウォン
ハープクリニックの医師を務める男性。クールな性格だが、常に町の住人の健康を気遣う熱い情熱を持っている。
医者になったきっかけは、昔思い人を亡くしてしまったため。薬を納品しにくるアニスのことを意識している。
オセ
鍛冶屋シンバルに勤める体格のいい男性。豪傑で頼れる兄貴分だが、師匠と共に夜な夜な酒場で酔い潰れている。
乗馬仲間であるキャシーのことを「じゃじゃ馬」と呼んでいる。
神さま
「#キーキャラクター」参照。
カルバン
宿屋オカリナ亭に宿泊しながらガルモーニ鉱山を調べている探険家の男性。飄々とした性格。
若い頃は学者を志していた。パットとはよく鉱山で一緒になる。
ギル
町長の息子。プライドが高く高飛車で偉そうな一面もあるが、内面では町の為に何かしたいと考えている真面目な男性。
父親が不在の時は代理を勤める。書類を届けに来たルーミを子供扱いして逆鱗に触れる。
ジュリ
アクセサリーコトに勤める彫金師の男性。女性的な服装と言動でいわゆるオカマだが、オカマと言われると激怒する。
本人はビジュアル系を自称。コトミは幼馴染で好意を寄せていたが、素直になれず天邪鬼に振舞っていた。
タオ
漁協で働く男性。穏やかな言葉遣いと笑顔が特徴。釣りと昼寝が大好きで、幼い頃は釣りしたさに夜中に家を抜け出したこともある。リーナは釣り仲間。
チハヤ
酒場アルモニカの料理人の男性。料理はユバに師事している。師匠の孫のマイとは幼馴染。
両親がおらず人に心を開かない。捻くれた性格の皮肉屋だが、自分の作る料理で他人に幸せになって欲しいと思っている。
公式サイトの人気キャラクターランキングでは第1位になった。『やすらぎの樹』ではかなり女性的な顔立ちだった。
魔法使い
「#キーキャラクター」参照。
ルーク
木工所コルネットで働く大工の男性。底抜けに明るい熱血漢。その暴走っぷりは父親のダイや弟分のボアンにも呆れられている。
しかしその性格故に表裏が存在せず、かなりの直情型で正直な性格。酒場アルモニカの常連客であり、オセとは飲み友達でもある。
浜辺で踊っていたシーラのダンスに感動したが、彼の性格にはシーラも呆れている。

### 町の人々
ハーバル
ハモニカタウンの町長。「～なのだよ」が口癖。役場の受付をしている。
シモン
ハモニカ写真館の主人。パットの父。気が弱く妻に頭が上がらない。
セラフ
仕立て屋フルートの女主人。コトミとルーミの祖母で、孫たちに裁縫を教えるのが生きがい。
インヤ
ハープクリニックの受付担当の老婆。ウォンの祖母で、かなりの高齢だがまだまだ仕事を退くつもりはないらしい。厳しそうな印象だが、実は子供好き。
ジェイク
宿屋オカリナ亭の主人。マイの父。愛妻家の紳士だが、妻への愛情が暴走し事件を引き起こすことも。
コール
ジェイクの妻でマイの母。料理が下手な娘のことを気に病んでいる。物静かで上品な性格。
ユバ
ジェイクの母で、宿屋の料理人。マイの祖母で、コールと同じくマイの料理下手に頭を悩ませている。チハヤは弟子。
ハーパー
酒場アルモニカのマスター。キャシーの父。強面で口下手だが、根は優しい。
オズ
漁協で働く男性。タオの叔父。釣りに人生を捧げている。魚の生態や魚の調理法にも詳しい。
パオ
漁協の雑用係の少年。オズの息子でタオの従弟。幼いながらに発明に興味があり、釣りは趣味。
ポンペイ
漁協に所属する船長の男性。若い頃は海賊になりたかったらしい。
クレソン
マリンバ農場の主人。アニスとタイムの父。土の力が衰えているためやる気を無くしている。
ルコラ
クレソンの妻。アニスとタイムの母。やる気のない夫にため息と頭痛が絶えない毎日を送っている。
タイム
クレソンとルコラの息子でアニスの弟だが、少年漫画のような髪型と顔立ちをしており、とてもそうには見えない。
その外見通りなまいきでお調子者。しかし幼いながらに電話一本で駆けつける出張種屋を担当するなど、家族思いの少年。
カパラ
ホルン牧場の牧場主。リーナの父。新米牧場主の主人公を気にかけている。
ハンナ
カパラの妻でリーナの母。ホルン牧場の店舗を担当している。明るくよく笑う性格。
ペリン
チェレスタ教会の牧師。夫を亡くし落ち込んでいるミオリに恋をしている真面目で頑張り屋な男性。しかし体力は低い。
ダイ
木工所コルネットの大工の親方。ルークの父。ルークの暴走しがちな性格に悩んでいる。ルークが生まれたと同時に、妻を亡くした。
ボアン
木工所コルネットの大工見習い。ルークの弟分。自然を愛する穏やかな性格だが、たまに毒舌な面も見せる。
ブラン
雑貨屋チェンバロの女主人。シモンの妻でパットの母。夫とは正反対の明るく賑やかな性格。
ミオリ
アクセサリーコトの女主人。夫を一年前に亡くしたため落ち込んでおり、当初は店を経営する気力もなかった。その美貌から男性陣の密かなマドンナになっている。
ラクシャ
鍛冶屋シンバルの親方。孫であり弟子のオセには厳しいが、もう一人の孫のクロエには甘い。
クロエ
ラクシャの孫でオセの従妹。元気いっぱいの明るい女の子で、動物が大好き。「～なのだ」が口癖。
サムソン
オオトリ島のココット亭の主人。シーラの父。明るく陽気なラテン系。妻と娘が宝物。会話によく英語が混ざる。
スオウ
オオトリ島の女漁師。サムソンの妻。よく娘と喧嘩するが、本当は愛している。

### 結婚相手候補の子供たち
『やすらぎの樹』では結婚相手候補のうち、結婚しない人物がいた。

今作では女神さま・神さま・魔女さま・魔法使いを除いた、『やすらぎの樹』に登場した結婚相手候補は全員結婚するようになった。
バーン
アニスとウォンの息子。両親と同じ黒髪だが眼鏡をかけており、一目でウォンの息子だとわかるほどウォンに似ている。
ウォンに似て、真面目で知的な性格。
ロイ
キャシーとオセの息子。髪の色はオセに、目の形はキャシーに似た。性格は両親に似てやんちゃ。
マオ
リーナとタオの息子。髪の色はリーナに、目の形と性格はタオに似た。両親と同じく釣りが好き。
ヒース
パットとカルバンの息子。探検隊のような帽子と服装を身につけている。
両親に似て好奇心旺盛。髪の色はパットに似た。
ユイ
マイとチハヤの娘。料理の腕は父親に似たらしく、コールとユバを安心させた。しかし、明るい性格はマイにそっくり。
アンジェ
コトミとジュリの娘。外見はジュリに、性格はコトミに似た。命名したのはジュリとのこと。
おとなしい性格だが心の中では外で元気よく遊びたいと思っている。
ビビアン
ルーミとギルの娘。両親に似てプライドが高いお嬢様。髪の色はギルに似た。
ルーシィ
シーラとルークの娘。両親に似て賑やかな性格で、ルークと同じくバンダナを被っている。シーラに似てダンスが好き。
名前のルーシィは、ルークの「ルー」とシーラの「シー」から。

### その他のキャラクター
マリー
故人。ペットの鳥を可愛がっていた女の子で、飼っていた鳥がよくお供え物を持って墓前にやってくる。
トム
故人。リーナの祖母のアンナと恋仲だったが事故で他界。喧嘩別れしたため成仏できずにいる。
アンナ
故人。20年ほど前に他界したリーナの祖母。かつてはトムと恋仲だった。子供や孫がいるため、トムではない男性と結婚したようである。
ハバール
特撮テレビ番組「女神戦隊コロボレンジャー」に登場する怪人。外見は怪しいサングラスを付けたハーバル。
ギール司令官
特撮テレビ番組「女神戦隊コロボレンジャー」に登場する怪人の親玉。外見は怪しいサングラスと触覚を付けたギル。